# Blastoff
«Blastoff» — песня американского хип-хоп-коллектива и звукозаписывающего лейбла Internet Money при участии рэперов Juice WRLD и Trippie Redd, выпущенная 28 августа 2020 года в качестве девятого трека с дебютного альбома Internet Money B4 the Storm. Эмоционально мотивированная мелодичная песня, в которой артисты напевают о своих прошлых отношениях. Песня представляет собой переработанную версию просочившегося в сеть трека под названием «Tragedy».

## Предыстория и запись
Песня изначально просочилась в сеть под названием «Tragedy» под другим битом. Один из продюсеров песни, Ник Мира, также продюсировал прорывной хит Juice WRLD «Lucid Dreams». Мира напомнил, что «Blastoff» был сделан за год до его релиза. Песня подвергалась более 40 изменениям. Сопродюсер и основатель Internet Money Taz Taylor сказал, что для него «что-то значило» присутствие Juice на альбоме, поскольку это была последняя песня, над которой они работали. Taylor работал над «Blastoff» за день до смерти Juice и назвал его куплет «сумасшедшим». Первоначально другое сотрудничество Juice и Trippie Redd, «6 Kiss», должно было войти в B4 the Storm, однако этот трек был выпущен в ноябре 2019 года.

## Отзывы
Джессика Маккинни из Complex назвала песню одной из лучших новых песен недели, отметив размышления артистов о своих прошлых отношениях.

## Чарты
| Чарт (2020)                     | Высшая позиция |
| ------------------------------- | -------------- |
| Новая Зеландия (RMNZ)           | 5              |
| Великобритания (OCC UK Singles) | 90             |
| США Rolling Stone Top 100       | 30             |